# Iván González López
Iván González López (né le 15 février 1988 à Torremolinos) est un footballeur espagnol qui joue actuellement pour le Recreativo de Huelva. Il joue comme stoppeur.

## Biographie
Apparu lors de la saison 2009-2010, ce pur produit du centre de formation du Málaga CF dispute 23 matchs dont 22 comme titulaire, dès sa première saison en Liga BBVA.
Il est alors convoité par plusieurs formations prestigieuses espagnoles et anglaises comme le Real Madrid CF ou encore Liverpool,.
Pour la saison 2010-2011, le nouvel entraîneur de Málaga, Manuel Pellegrini, aligne plus souvent Iván comme milieu défensif que comme stoppeur.
Fin janvier 2011, Ivan est prêté pour la fin de saison au Real Madrid CF, pour évoluer dans la Castilla, réserve du club de la capitale ibérique.

## Palmarès
Real Madrid Castilla
- Vainqueur du Championnat d'Espagne de D3 en 2012